# Acidente do ônibus espacial Challenger
O acidente do ônibus (português brasileiro) ou vaivém (português europeu) espacial Challenger ocorreu em 28 de janeiro de 1986 no litoral de Cabo Canaveral quando o ônibus espacial Challenger se desintegrou aos 73 segundos da missão STS-51-L, matando seus sete tripulantes, o primeiro acidente fatal do programa espacial dos Estados Unidos durante um voo. A missão era a décima do orbitador e a vigésima quinta do Programa Ônibus Espacial. Seu objetivo era lançar um satélite de comunicações e estudar o cometa Halley, além de levar a professora Christa McAuliffe ao espaço, o que resultou em um interesse público maior do que o normal, com o lançamento e acidente sendo assistidos ao vivo em várias escolas dos Estados Unidos.
A causa do acidente foi a falha das juntas tóricas primária e secundária em uma articulação do propulsor de combustível sólido direito do ônibus espacial. As temperaturas extremamente baixas na manhã do lançamento enrijeceram as juntas tóricas de borracha, reduzindo sua capacidade de selar as articulações. As vedações foram rompidas pouco depois do lançamento e gás pressurizado quente de dentro do propulsor vazou, corroendo o suporte de fixação conectando-o ao tanque externo e depois o próprio tanque. O desmoronamento da estrutura interna do tanque e a rotação do propulsor que se seguiu jogou a montagem do ônibus espacial em uma direção que permitiu que as forças aerodinâmicas o despedaçassem. Há indícios de que pelo menos alguns tripulantes sobreviveram à desintegração inicial, porém o momento exato de suas mortes é desconhecido.
O acidente resultou em um hiato de 32 meses em voos espaciais do ônibus espacial. A investigação criticou a cultura organizacional e processo de tomada de decisões da NASA que contribuíram para o acidente. Dados desde 1977 indicavam a possibilidade de falha catastrófica nas juntas tóricas. A NASA e a fabricante Morton Thiokol não resolveram a questão, com os administradores da NASA ignorando avisos de engenheiros sobre os perigos de lançamentos sob temperaturas baixas. Como resultado, a NASA estabeleceu o Escritório de Segurança, Confiabilidade e Garantia de Qualidade, dentre outras medidas. A construção de um novo orbitador para substituir a Challenger foi aprovada em 1987, com a Endeavour voando pela primeira vez em maio de 1992. As missões seguintes voaram com um projeto modificado do propulsor de combustível sólido.

## Antecedentes

### Ônibus espacial

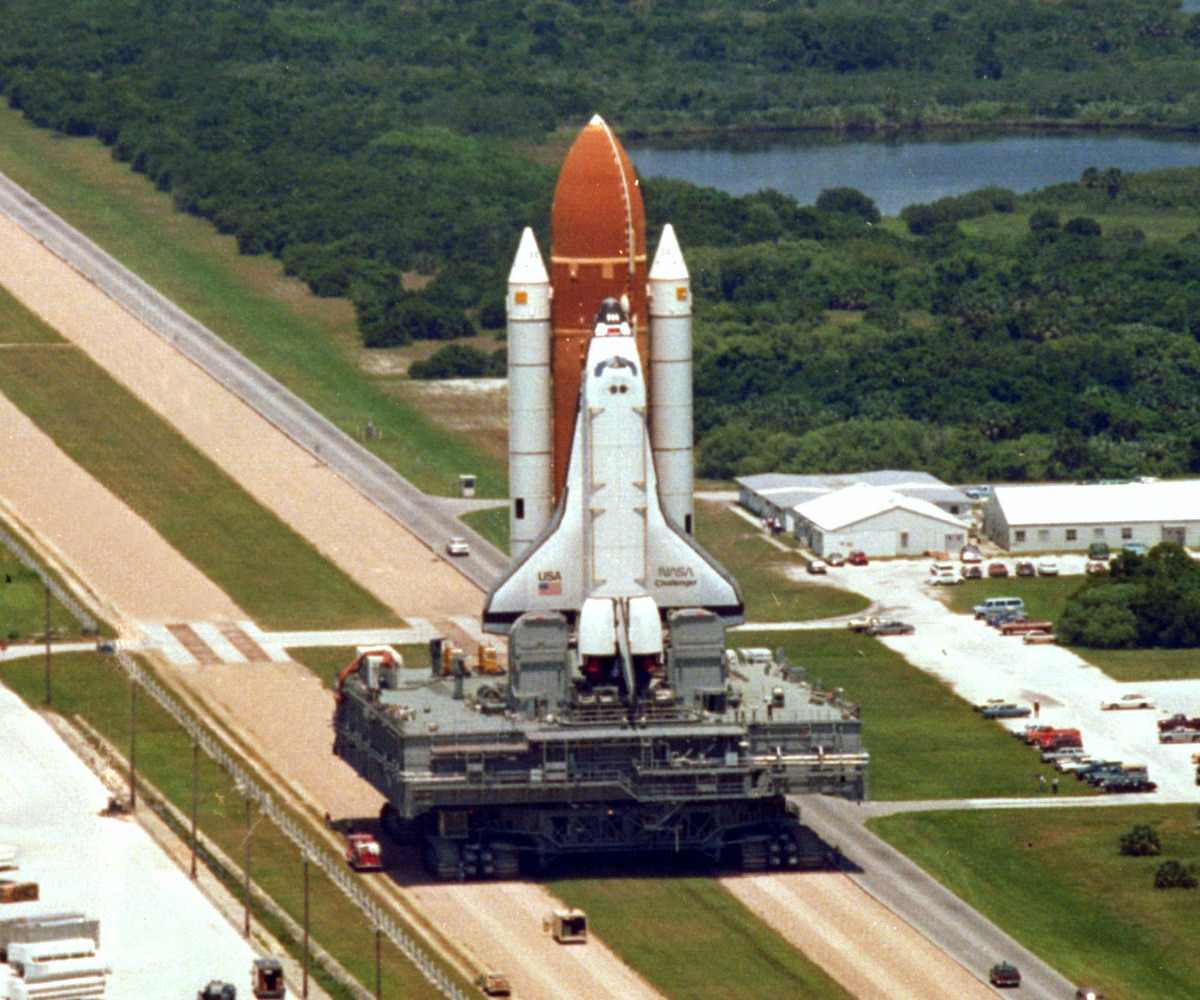
A Challenger, montada junto com o tanque externo e os dois propulsores de combustível sólido, sendo transportada por esteira à plataforma de lançamento 39B em 22 de dezembro de 1985

O Ônibus Espacial era uma espaçonave parcialmente reutilizável operada pela Administração Nacional da Aeronáutica e Espaço (NASA). Ele voou pela primeira vez em abril de 1981, sendo usado para pesquisas orbitais e transporte de cargas comerciais, militares e científicas. Ele consistia em um orbitador que levava a tripulação e a carga, um tanque externo e dois propulsores de combustível sólido. O orbitador era um veículo reutilizável com asas que era lançado verticalmente e pousava como um planador. Cinco orbitadores tinham sido construídos. A Challenger foi o segundo depois de ser convertida de um artigo teste estrutural. O orbitador continha um compartimento da tripulação, onde os astronautas viviam e trabalhavam durante a missão. Três motores principais ficavam montados na extremidade traseira do orbitador e proporcionavam o impulso durante o lançamento. Uma vez no espaço, ele era manobrado pela tripulação por meio de dois motores menores chamados de Sistema de Manobra Orbital.
O orbitador, durante o lançamento, ficava conectado ao tanque externo, que armazenava o combustível para os motores principais. O tanque externo consistia em um tanque maior para hidrogênio líquido e outro menor para oxigênio líquido, ambos necessários para que os motores principais funcionassem. O tanque externo era separado do orbitador depois de seu combustível ser utilizado e reentrava na atmosfera, onde se desintegraria na reentrada e seus pedaços cairiam no Oceano Índico e Oceano Pacífico.
Os dois propulsores de combustível sólido, construídos na época pela Morton Thiokol, proporcionavam a maior parte do impulso no lançamento. Eles ficavam conectados ao tanque externo e queimavam pelos primeiros dois minutos de voo. Os propulsores se separavam assim que todo seu combustível tivesse sido gasto e caíam sob um paraquedas no Oceano Atlântico, de onde eram recuperados e levados de volta ao Centro Espacial John F. Kennedy, sendo desmontados e seus componentes reusados. Cada propulsor era construído em quatro seções principais em uma fábrica em Utah e transportado para o Centro Espacial Kennedy na Flórida, onde eram montadas no Edifício de Montagem de Veículos com três articulações de trava e forquilha, com cada articulação consistindo em uma trava do segmento superior encaixando-se na forquilha do segmento inferior. Cada articulação era selada por duas juntas tóricas de 7,1 milímetros de espessura ao redor da circunferência do propulsor. As juntas tóricas eram necessárias para conter os gases quentes de alta pressão produzidos pela queima do combustível sólido e permitia que os propulsores fossem certificados para missões tripuladas. As duas juntas tóricas eram configuradas para criar uma vedação dupla, com o vão entre os segmentos sendo preenchido por massa de vidraceiro. Esta configuração foi projetada para comprimir o ar no vão contra a junta superior, pressionando-a contra as superfícies de vedação. As juntas tóricas foram originalmente listadas na Lista de Itens Críticos como sendo da categoria Criticalidade 1R, significando que uma falha poderia resultar na destruição do veículo e morte da tripulação, mas eram consideradas um sistema redundante pela presença da segunda junta tórica.

### Juntas tóricas

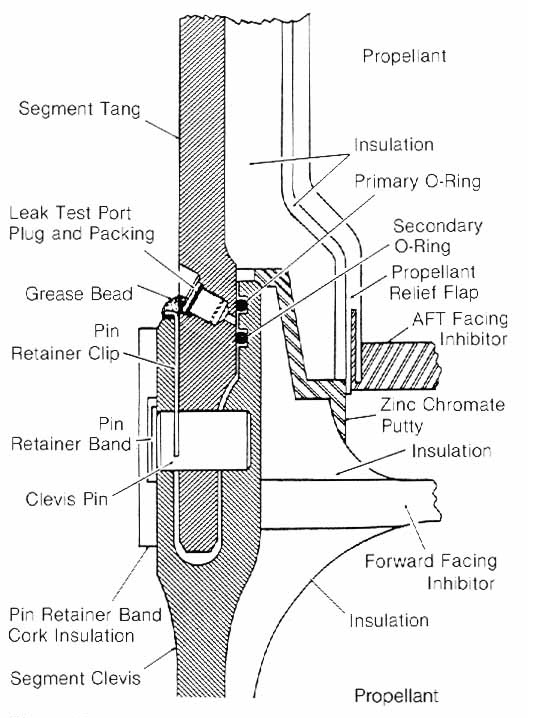
Diagrama da articulação original de um propulsor de combustível sólido

Avaliações no início da década de 1970 da proposta de projeto do propulsor de combustível sólido e articulação mostraram que as grandes tolerâncias entre as partes acopladas permitiam a extrusão das juntas tóricas de suas bases em vez da compressão. A NASA e a Morton Thiokol julgaram que esta extrusão era aceitável, apesar de preocupações dos próprios engenheiros da NASA. Testes em 1977 mostraram que uma rotação de articulação de 1,3 milímetro ocorreu durante a simulação da pressão interna de um lançamento. A rotação de articulação, que ocorria quando a trava e forquilha curvavam-se para longe uma da outra, reduzia a pressão nas juntas tóricas, o que enfraquecia suas vedações e possibilitava que gases de combustão erodissem as juntas. Os engenheiros da NASA sugeriram que as articulações fossem reprojetadas para incluir calços ao redor das juntas tóricas, porém nunca houve uma resposta da gerência da NASA. O Comitê de Verificação/Certificação da NASA pediu em 1980 que mais testes sobre a integridade da articulação incluíssem testes em temperaturas variando de quatro a 32 graus Celsius e com apenas uma junta tórica instalada. Os gerentes de programa da NASA decidiram que seu nível atual de testes era suficiente e mais testes não eram necessários. A Lista de Itens Críticos foi atualizada em dezembro de 1982 para indicar que a junta tórica secundária não poderia proporcionar uma cópia de segurança para a junta tórica primária, pois ela não necessariamente formaria uma vedação no caso de uma rotação da articulação. As juntas tóricas foram consequentemente reclassificadas na categoria Criticalidade 1, removendo o "R" para indicar que não era mais considerado um sistema com redundância.
A primeira ocorrência da erosão de uma junta tórica durante um voo ocorreu no propulsor de combustível sólido da direita da STS-2 em novembro de 1981. Uma inspeção pós-voo em agosto de 1984 do propulsor esquerdo da STS-41-D revelou que fuligem tinha passado pela junta tórica primária e foi encontrada entre a junta tórica primária e secundária. Não havia dano na junta tórica secundária, mas isto indicava que a junta tórica primária não estava criando uma vedação confiável e estava permitindo que gases quentes passassem. A quantidade de erosão era insuficiente para impedir que a junta tórica selasse, com investigadores concluindo que a fuligem entre as duas juntas tóricas fora causada pela não-uniformidade da pressão no momento da ignição. O lançamento da STS-51-C em janeiro de 1985 foi o lançamento mais frio do ônibus espacial até então. A temperatura do ar era de dezessete graus Celsius no momento do lançamento e calculou-se que a temperatura das juntas tóricas era de doze graus. Análises pós-voo revelaram a erosão das juntas tóricas primárias dos dois propulsores. Os engenheiros da Morton Thiokol determinaram que temperaturas baixas causavam perda de flexibilidade nas juntas tóricas que diminuía sua capacidade de selar as articulações, o que por sua vez permitia que gases quentes e fuligem fluíssem para além da junta tórica primária. A erosão da juntas tóricas ocorreu em todos os lançamentos do ônibus espacial em 1985 com exceção de um, a STS-51-J, com a erosão tanto da junta primária quanta da secundária ocorrendo na STS-51-B.
Engenheiros da Morton Thiokol, liderados por Allan McDonald e Roger Boisjoly, com o objetivo de resolver o problema da erosão das juntas tóricas, propuseram uma articulação reprojetada que adicionaria uma aba de metal para limitar o movimento da articulação. Também recomendaram a adição de um espaçador com o objetivo de proporcionar maior proteção termal e o uso de uma junta tórica com um diâmetro maior. A Morton Thiokol encomendou em julho de 1985 novos invólucros reprojetados dos propulsores, com a intenção de continuar usando os invólucros já produzidos para os lançamentos seguintes até que os novos ficassem disponíveis no ano seguinte.

### Missão

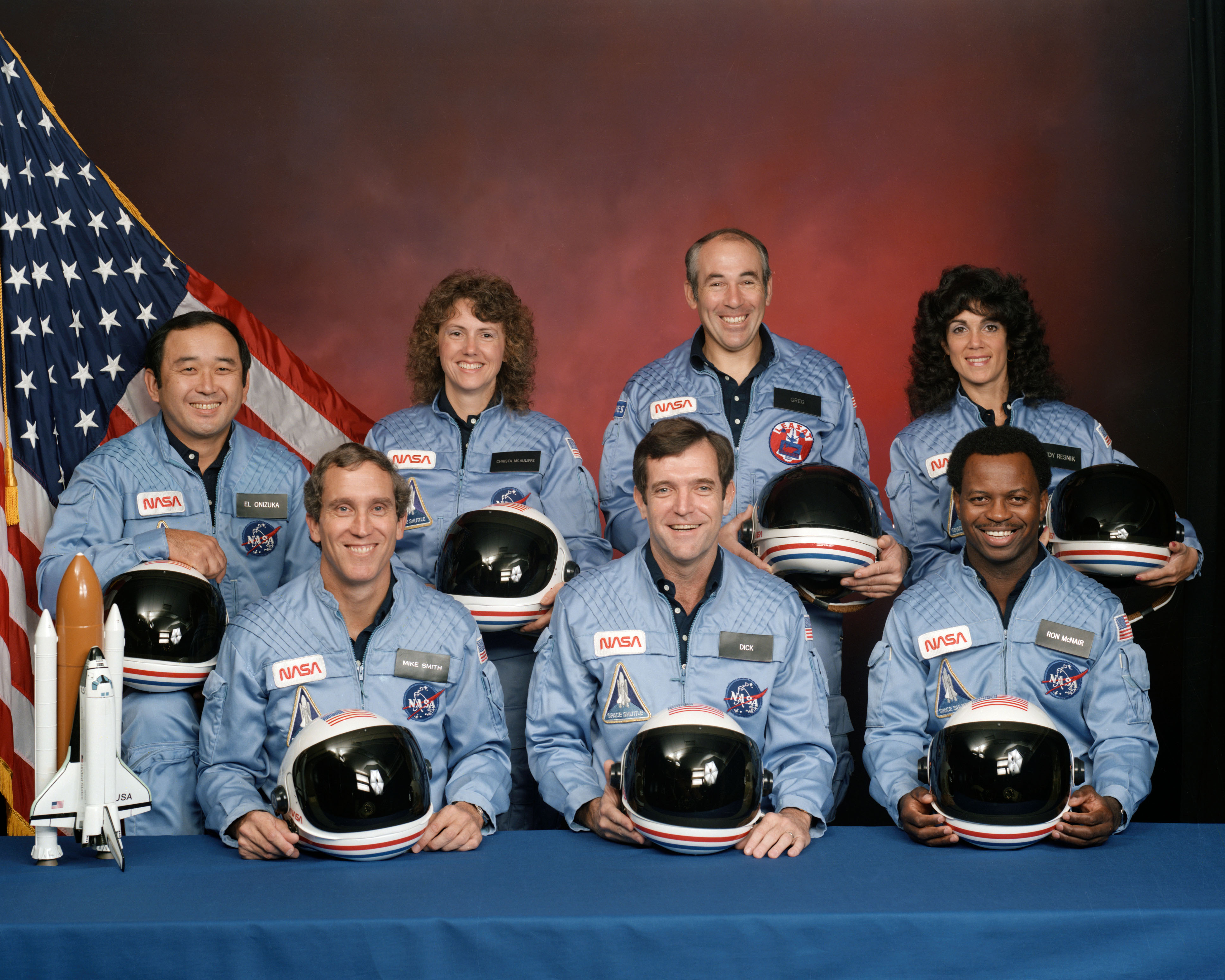
Tripulação: Onizuka, Smith, McAuliffe, Scobee, Jarvis, McNair e Resnik

A missão espacial foi nomeada de STS-51-L, o vigésimo quinto voo do Programa Ônibus Espacial e o décimo voo do ônibus espacial Challenger. A tripulação foi anunciada em 27 de janeiro de 1985: o comandante Francis Scobee, o piloto Michael Smith, mais os especialistas de missão Ellison Onizuka, Judith Resnik e Ronald McNair. Também haviam dois especialistas de carga: Gregory Jarvis, que faria pesquisas para a Hughes Aircraft; e Christa McAuliffe, que voaria pelo Projeto Professor no Espaço.
O objetivo principal da STS-51-L seria usar um Estágio Inercial Superior para lançar o satélite de rastreamento e retransmissão de dados TDRS-B, que faria parte de uma rede que permitiria comunicação constante com espaçonaves em órbita da Terra. A tripulação também estudaria o cometa Halley enquanto este passava próximo do Sol e lançaria e recuperaria um satélite SPARTAN. Além disso, McAuliffe estava programada para realizar duas aulas do espaço, uma delas transmitida ao vivo no quarto dia de missão.
A missão foi originalmente programada para julho de 1985, porém foi adiada para novembro e depois para janeiro de 1986. A STS-51-L então foi marcada para ser lançada em 22 de janeiro, porém esta data também foi adiada, agora para a data final no dia 28.

## Decisão para lançar
A previsão era que a temperatura do ar em 28 de janeiro batesse um recorde para o lançamento mais frio do ônibus espacial, caindo para oito graus Celsius negativos na madrugada antes de subir para seis graus negativos às 6h00min e três graus negativos na hora programada do lançamento às 9h38min. Os engenheiros da Morton Thiokol, baseados na erosão que tinha ocorrido em lançamentos mais quentes, ficaram preocupados com o efeito que as temperaturas baixas teriam nas vedações dos propulsores de combustível sólido. Cecil Houston, o gerente do escritório do Centro de Voos Espaciais George C. Marshall no Centro Espacial Kennedy, convocou uma teleconferência para a noite de 27 de janeiro com o objetivo de discutir a segurança do lançamento. Os engenheiros da Morton Thiokol expressaram seus temores de que as juntas tóricas não formariam uma vedação em tempo para o lançamento. Eles argumentaram que não tinham dados suficientes para determinar se as juntas tóricas iriam selar em temperaturas menores que doze graus Celsius, que tinha a sido a mais baixa para um lançamento até então. Robert Lund, o Vice-Presidente de Engenharia da Morton Thiokol, e Joe Kilminster, o Vice-Presidente do Programa de Propulsores Espaciais, não recomendaram um lançamento com temperaturas abaixo de doze graus.

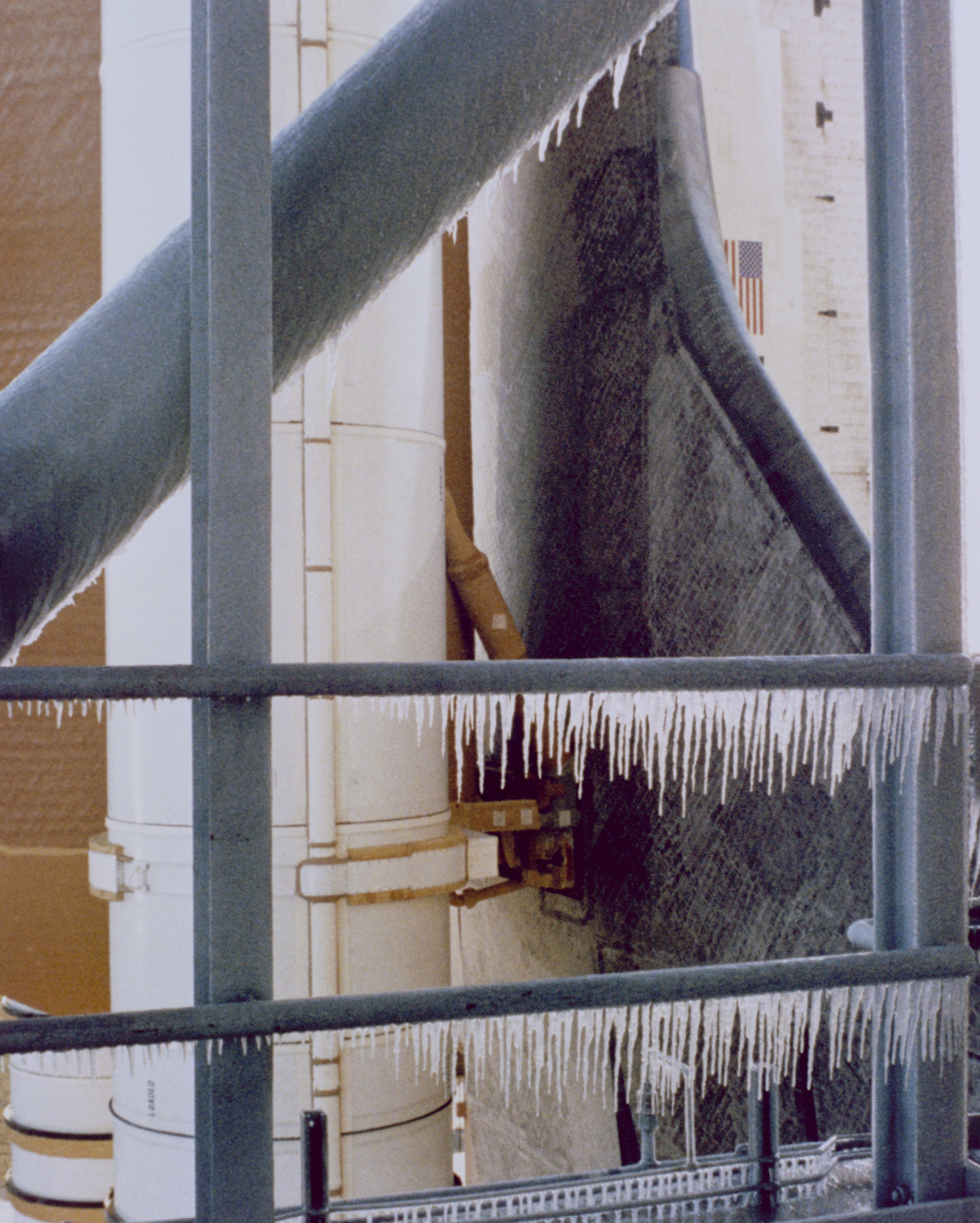
Gelo na torre de lançamento horas antes do lançamento da Challenger

A teleconferência realizou um período de recesso para que uma discussão particular entre gerência da Morton Thiokol pudesse ocorrer. Ao ser retomada, a liderança da empresa mudou completamente de opinião e afirmou que as evidências apresentadas sobre as falhas das juntas tóricas eram inconclusivas e que havia uma margem substancial em caso de falha ou erosão. Eles afirmaram que sua decisão era prosseguir com o lançamento. A liderança da Morton Thiokol apresentou uma recomendação para o lançamento e a teleconferência foi encerrada. Lawrence Mulloy, o gerente de projeto da NASA para os propulsores de combustível sólido, em seguida ligou para Arnold Aldrich, o Líder de Equipe de Gerenciamento de Missão da NASA, com o objetivo de discutir a decisão de lançar e as preocupações sobre o clima, mas não mencionou a discussão sobre as juntas tóricas; os dois concordaram em prosseguir com o lançamento.
Medições feitas durante a noite pela Equipe de Gelo do Centro Espacial Kennedy registraram que o propulsor esquerdo estava a quatro graus Celsius negativos, enquanto o direito estava a treze graus negativos. Estas medições foram registradas para dados de engenharia e não relatadas, pois a temperatura dos propulsores não fazia parte do Critério de Comprometimento de Lançamento. As temperaturas baixas, além de afetarem as juntas tóricas, causaram a formação de gelo na estrutura fixa de serviço. A água foi lentamente corrida do sistema para impedir que congelasse, mas ela não podia ser drenada completamente devido ao lançamento. Consequentemente, gelo se formou do chão até 73 metros de altura. Engenheiros da Rockwell International, a fabricante do orbitador, ficaram preocupados que o gelo seria jogado violentamente durante o lançamento e potencialmente danificar o sistema de proteção térmico da Challenger, ou mesmo ser aspirado para dentro de um dos motores. Rocco Petrone, chefe da divisão de transporte espacial da Rockwell, e sua equipe determinaram que o potencial de dano pelo gelo deixava a missão insegura para voar. Aldrich conversou com os engenheiros do Centro Espacial Kennedy e também do Centro Espacial Lyndon B. Johnson, que o aconselharam que o gelo não ameaçava segurança do orbitador, e assim ele decidiu prosseguir com o lançamento. O lançamento foi adiado em uma hora para dar tempo para que o gelo derretesse. Uma inspeção realizada vinte minutos antes do lançamento indicou que o gelo estava derretendo, com a Challenger sendo liberada para lançamento às 11h38min EST (16h38min UTC) com uma temperatura do ar de dois graus Celsius.

## Acidente

### Lançamento e ascensão

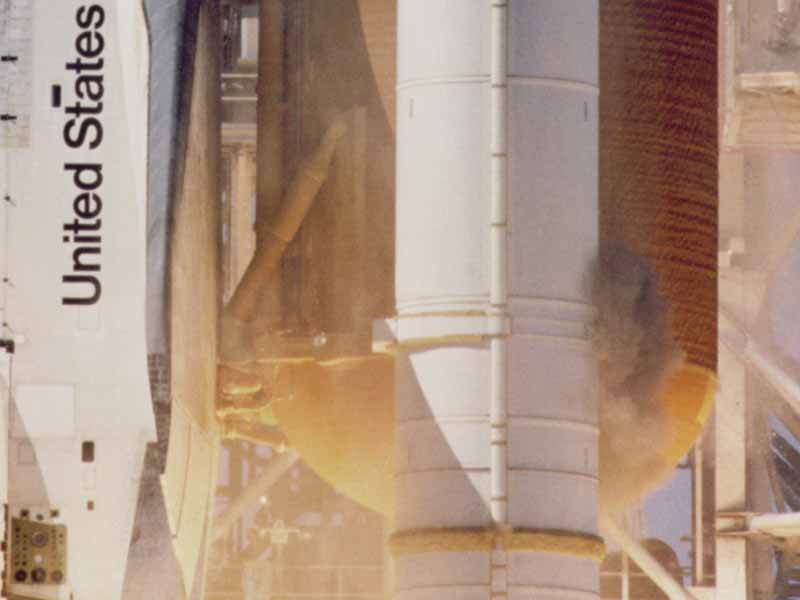
Fumaça escapando do propulsor de combustível sólido direito no lançamento

A Challenger foi lançada às 11h38min00s EST (16h38min00s UTC) do Complexo de Lançamento 39B do Centro Espacial Kennedy em Cabo Canaveral, na Flórida. Nove lufadas de fumaça cinza escura foram registradas escapando do propulsor direito próximo do suporte traseiro que prendia o propulsor ao tanque externo começando em 0,678 segundo de missão e continuando até 3,375 segundos. Foi depois determinado que essas lufadas foram causadas pela rotação da articulação na articulação traseira do propulsor direito no momento da ignição. As temperaturas baixas na articulação impediram que as juntas tóricas criassem uma vedação. A chuva do dia anterior provavelmente tinha se acumulado dentro da articulação, comprometendo ainda mais a capacidade de vedação das juntas tóricas. Consequentemente, gases quentes conseguiram passar tanto pela junt a tórica primária quanto pela secundária e as erodirem. Óxidos de alumínio fundidos do propelente queimado vedaram a junta e criaram uma barreira temporária contra a saída de mais gases quentes e chamas pela articulação. Os motores principais do ônibus espacial foram desacelerados como programado devido à máxima pressão dinâmica. O ônibus espacial encontrou condições de tesouras de vento depois de 37 segundos de voo, porém estas estavam dentro dos limites do veículo e foram combatidas pelo sistema de orientação.
Uma pluma próxima do suporte de fixação traseiro do propulsor direito começou a surgir à 58,788 segundos de missão, pouco antes do veículo passar pela máxima pressão dinâmica aos 59 segundos de voo. As altas forças aerodinâmicas e a tesoura de vento provavelmente arrancaram a vedação de óxido de alumínio que tinha substituído as juntas tóricas erodidas, permitindo que chamas queimassem a articulação. A pluma ficou bem definida um segundo depois, com o buraco cada vez maior causando uma queda da pressão interna do propulsor. Um vazamento começou no tanque de hidrogênio líquido do tanque externo com 64,660 segundos de missão, algo indicado pela mudança de forma da pluma. Os motores principais do ônibus espacial rodaram no eixo para compensarem a queima do propulsor, que estava criando um impulso inesperado no veículo. A pressão no tanque externo de hidrogênio líquido começou a cair a partir de 64,764 segundos, indicando que a chama tinha queimado do propulsor para dentro do tanque externo. A tripulação e os controladores de voo não realizaram indicações de que estavam cientes das anomalias do veículo e de voo. Richard Covey, o CAPCOM, informou à tripulação aos 68 segundos que os motores principais tinham acelerado para 104% de impulso. Em resposta, Scobee afirmou "Entendido, ir no acelerado"; esta foi a última comunicação da Challenger para o solo.

### Desintegração

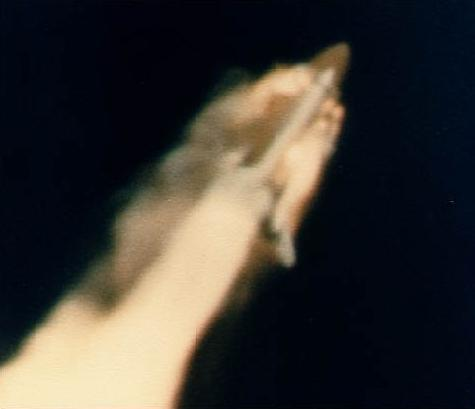
A Challenger sendo envolta pelo combustível líquido em chamas depois da ruptura do tanque externo

O propulsor direito se afastou do suporte traseiro que o prendia ao tanque externo aos 72,284 segundos de missão, causando uma aceleração lateral que foi sentida pela tripulação. A pressão do tanque de hidrogênio líquido começou a cair no mesmo momento. Smith disse "Uh-oh", que foi a última fala da tripulação gravada no circuito interno. Vapor branco fluiu para fora do tanque externo aos 73,124 segundos, com o domo inferior do tanque de hidrogênio líquido caindo em seguida. A consequente liberação de todo o hidrogênio líquido empurrou seu tanque para frente contra o tanque de oxigênio líquido com uma força equivalente a 1,4 toneladas, enquanto ao mesmo tempo o propulsor de combustível sólido direito colidiu com a estrutura intertanque. Isto resultou em uma mudança abrupta na atitude e direção da montagem do ônibus espacial, que foi envolto pelos conteúdos vaporizados do agora destruído tanque externo. A Challenger estava voando a Mach 1,92 e foi sujeita a forças aerodinâmicas para as quais não foi projetada para suportar, se desintegrando em vários pedaços grandes: as asas, motores ainda funcionando, cabine da tripulação e combustível hipergólico vazando do destruído sistema de controle de reação estavam entre as partes identificadas deixando a nuvem de vapor. A desintegração ocorreu a uma altura de catorze quilômetros. Os dois propulsores de combustível sólido se separaram do tanque externo e continuaram em um voo descontrolado até que o Oficial de Segurança de Alcance no solo iniciou a detonação de cargas de autodestruição depois de 110 segundos de voo.
Houve um estouro de estática no circuito ar-terra aos 73,191 segundos, algo atribuído às rádios terrestres procurando pelo sinal perdido da espaçonave. Steve Nesbitt, o Oficial de Relações Públicas da NASA, inicialmente não estava ciente da destruição e continuou a ler as informações de voo. Aos 89 segundos, depois de o vídeo da desintegração ter sido assistido no Controle da Missão no Centro Espacial Johnson em Houston, no Texas, o Oficial de Controle Terrestre relatou "contato negativo [e] perda de ligação descendente", pois não estavam mais recebendo transmissões da Challenger. Nesbitt então afirmou "Controladores de voo estão olhando muito cuidadosamente a situação. Obviamente um grande mal funcionamento. Não temos ligação descendente". Pouco depois ele disse que "Temos um relatório do Oficial de Dinâmicas de Voo que o veículo explodiu. O diretor de voo confirma isso. Estamos olhando e checando com forças de recuperação para ver o que pode ser feito neste momento". Jay Greene, o diretor de voo, ordenou que procedimentos de contingência fossem aplicados, incluindo o travamento das portas, desligamento dos telefones e congelamento dos terminais de computador para coleta de dados.

### Morte da tripulação

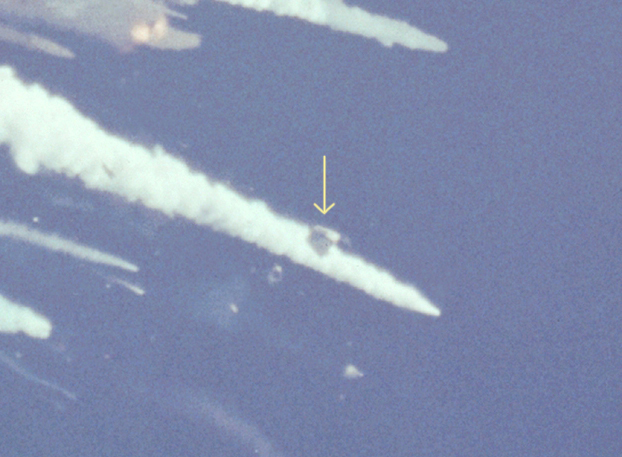
A seção dianteira da fuselagem da Challenger após a desintegração

A cabine da tripulação era feita de alumínio reforçado e se separou inteira do resto do orbitador. Ela viajou em um arco balístico e alcançou um apogeu de vinte quilômetros por volta de 25 segundos após a desintegração. Foi estimado que a aceleração máxima na separação foi de doze a vinte vezes aquela da gravidade (g). Em dois segundos caiu para menos de quatro g e em dez segundos estava em queda livre. As forças envolvidas provavelmente foram insuficientes para causarem ferimentos graves na tripulação.
Pelo menos alguns dos astronautas estariam vivos e pelo menos brevemente conscientes após a desintegração, pois os Pacotes Aéreos de Saída Pessoal foram ativados para Smith e dois tripulantes não-identificados, mas não para Scobee. Esses pacotes não foram projetados para o uso em voo e os astronautas nunca foram treinados com eles em caso de emergência em voo. A localização da alavanca de acionamento de Smith, atrás de seu assento, indica que Onizuka ou Resnik provavelmente o ativaram para ele. Foi concluído que o suprimento restante de ar era consistente com um consumo durante a trajetória pós-desintegração.
Análises dos destroços revelaram que vários interruptores de sistemas elétricos no painel direito de Smith tinham sido movidos de suas posições normais de lançamento. Esses interruptores tinham fechaduras de alavanca que precisavam ser puxadas antes que o interruptor fosse movido. Testes estabeleceram que tanto a força da desintegração quanto a do impacto na água não poderiam ter movido os interruptores, indicando que Smith fez as mudanças manualmente, presumivelmente em uma tentativa inútil de restaurar a energia elétrica à cabine depois desta ter se separado do resto do orbitador.
Um relatório feito pelo médico e ex-astronauta Joseph Kerwin sobre as mortes dos tripulantes foi publicado em 28 de julho de 1986. Segundo Kerwin:
| “ | As descobertas são inconclusivas. O impacto do compartimento da tripulação com a superfície do oceano foi tão violento que evidências dos danos ocorridos nos segundos após a desintegração foram mascaradas. Nossas conclusões finais são: - a causa da morte dos astronautas da Challenger não pode ser determinada positivamente; - as forças às quais a tripulação foi exposta durante a desintegração do Orbitador foram provavelmente insuficientes para causar morte ou ferimentos sérios; e - a tripulação possivelmente, mas não certamente, perdeu consciência nos segundos após a desintegração do Orbitador por perda de pressão do módulo da tripulação. | ” |

Se pressurização da cabine da tripulação foi mantida após a desintegração, isto poderia ter permitido consciência dos tripulantes durante toda a queda até o impacto. A cabine da tripulação acertou o oceano a uma velocidade de 333 quilômetros por hora aproximadamente dois minutos e 45 segundos depois da desintegração. A desaceleração foi estimada em duzentos g, excedendo em muito os limites estruturais do compartimento da tripulação e os níveis de sobrevivência dos astronautas. O chão do convés intermediário não sofreu de flambagens ou rasgos, algo que ocorreria no caso de uma descompressão rápida, porém equipamentos guardados mostraram danos consistentes com uma descompressão. Alguns destroços pequenos ficaram presos entre as duas janelas dianteiras, o que pode ter causado uma perda de pressão. Danos de impacto à cabine da tripulação foram severos o suficiente para impedir uma determinação conclusiva se ela tinha sido danificada anteriormente o suficiente para causar uma despressurização.
Diferentemente de outras espaçonaves, o ônibus espacial impossibilitava escape da tripulação durante o lançamento enquanto os motores estivessem funcionando. Sistemas de escape de lançamento foram considerados durante o desenvolvimento, mas a conclusão da NASA foi que a esperada alta confiabilidade do ônibus espacial faria um desnecessário. Assentos ejetores modificados de um Lockheed SR-71 Blackbird e trajes pressurizados completos foram usados nos primeiros quatro testes orbitais do ônibus espacial quando a tripulação tinha apenas dois astronautas, porém estes foram desabilitados e depois removidos para os voos operacionais. Opções de escape para voos operacionais foram consideradas mas não implementadas por sua complexidade, alto custo e peso elevado. Um sistema foi implementado após o acidente da Challenger a fim de permitir que a tripulação escapasse em um voo planado, mas este sistema ainda assim não seria utilizável em caso de uma explosão durante o lançamento.

## Recuperação dos destroços
O Diretor de Recuperação de Lançamento da NASA ordenou imediatamente depois do acidente que dois navios de recuperação, o MV Freedom Star e o MV Liberty Star, seguissem para a área de impacto a fim de recuperar destroços, também pedindo ajuda de navios e aeronaves militares. Entretanto, o Oficial de Segurança de Alcance segurou as forças de recuperação fora da área de impacto até às 12h37min devido à queda de destroços. As operações de recuperação cresceram para doze aeronaves e oito navios até às 19h00min. Operações na superfície recuperaram destroços do orbitador e tanque externo. As operações de superfície foram encerradas em 7 de fevereiro.
A Marinha dos Estados Unidos foi encarregada em 31 de janeiro com as operações de recuperação submarinas. Os esforços de procura priorizaram a recuperação do propulsor de combustível sólido direito, seguido pela cabine da tripulação e depois em menor prioridade pelo resto da carga, peças do orbitador e do tanque externo. A procura por destroços começou formalmente em 8 de fevereiro com o navio de resgate e salvamento USS Preserver, depois crescendo até um número máximo de dezesseis embarcações, das quais três eram operadas pela NASA, quatro pela Marinha dos Estados, uma pela Força Aérea dos Estados Unidos e oito por contratantes independentes. Navios de superfície primeiro usaram sonares de varredura lateral para realizarem a procura inicial por destroços, cobrindo uma área de 1 670 quilômetros quadrados de oceano a profundidades de 21 a 370 metros. As operações de sonar identificaram 881 locais de destroços em potencial, dos quais 187 peças foram depois confirmadas como pertencendo ao orbitador.

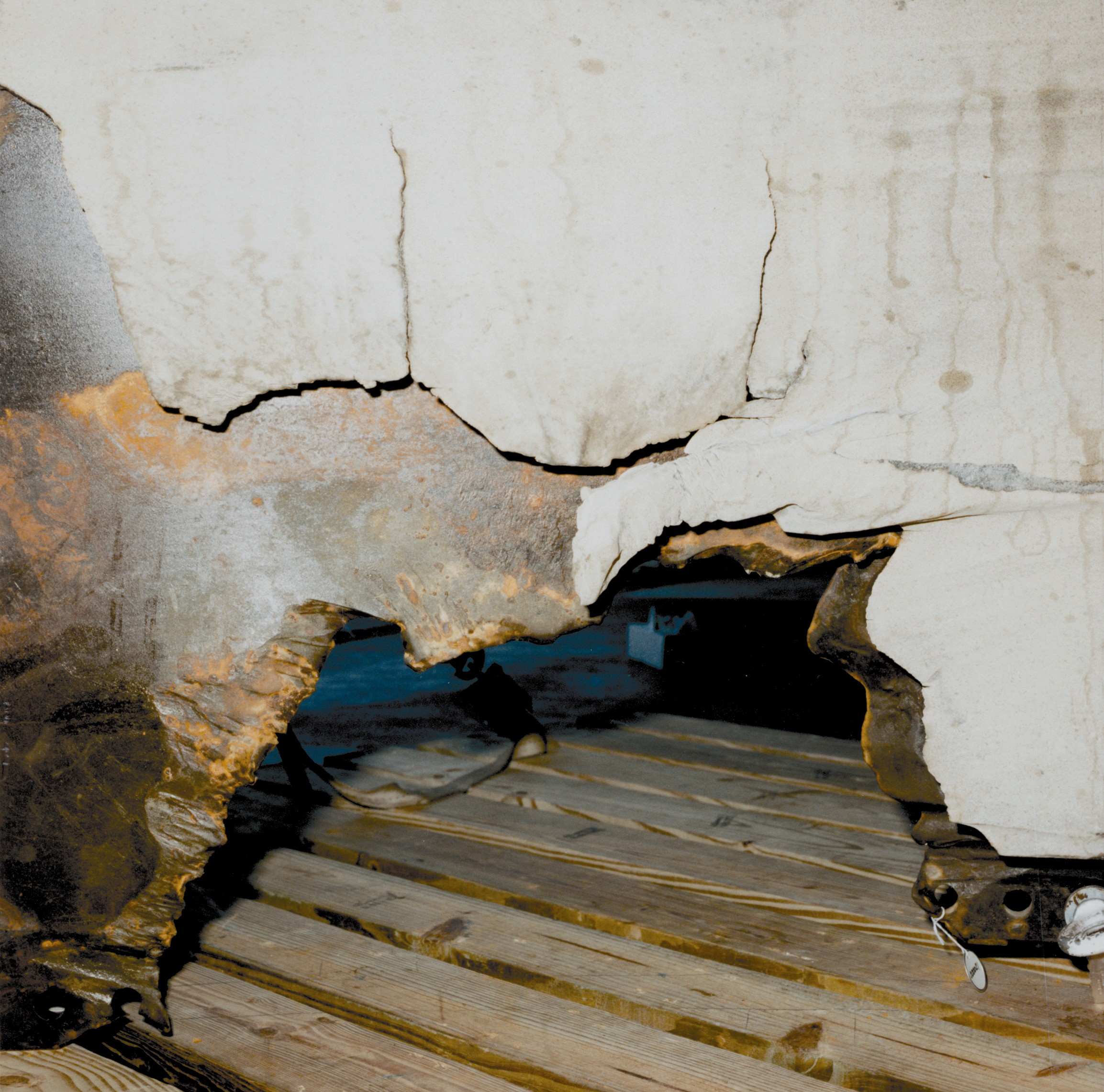
Destroços do propulsor direito mostrando o buraco causado pela pluma

Os destroços dos propulsores estavam distribuídos por uma área muito ampla devido à detonação de suas cargas explosivas lineares. A identificação do material dos propulsores foi realizada principalmente por submarinos tripulados e submersíveis. Os veículos foram enviados para investigar destroços em potencial localizados durante a fase anterior de procura. Navios de superfície ergueram os destroços com a ajuda de mergulhadores técnicos e veículos operados remotamente a fim de prender as fundas necessárias para os guindastes. O combustível sólido nos propulsores era um risco, pois ficava mais volátil quando submerso em água. As partes recuperadas dos propulsores foram mantidas molhadas durante a recuperação e o combustível não usado foi inflamado assim que chegou em terra. A articulação que sofreu a falha no propulsor direito foi localizada por sonar em 1.º de março. Mergulhos de 170 metros de profundidade pelo submarino NR-1 em 5 de abril e pelo submersível SEA-LINK I no dia 12 confirmaram que era a articulação danificada. Esta foi erguida do oceano em 13 de abril. Das 89,2 toneladas de ambos os propulsores, 46,5 toneladas foram recuperadas e outras 24 toneladas foram encontradas mas não recuperadas, enquanto 18,2 toneladas nunca foram achadas.
Mergulhadores da Força Aérea identificaram destroços em potencial pertencentes à cabine da tripulação em 7 de março, o que foi confirmado no dia seguinte por mergulhadores do Preserver. Os danos ao compartimento indicavam que ele tinha permanecido relativamente intacto durante a desintegração inicial, porém foi amplamente danificado quando atingiu a superfície do oceano. Os restos da tripulação estavam muito danificados devido ao impacto e tempo submersos na água, não havendo corpos intactos. O Preserver fez várias viagens para levar destroços e restos mortais para terra, continuando com a recuperação da cabine da tripulação até 4 de abril. Os restos de Jarvis flutuaram para longe durante a recuperação e só foram localizados novamente em 15 de abril, várias semanas depois dos restos dos outros tripulantes já terem sido identificados. Patologistas do Instituto de Patologia das Forças Armadas trabalharam para identificar os restos da tripulação assim que foram levados para terra, mas não conseguiram determinar a causa exata da morte de nenhum deles. Legistas do Condado de Brevard contestaram a legalidade da transferência de restos humanos para oficiais militares realizarem autópsias e se recusaram a emitir certificados de óbito; oficiais da NASA emitiram certificados de óbitos para os sete astronautas.

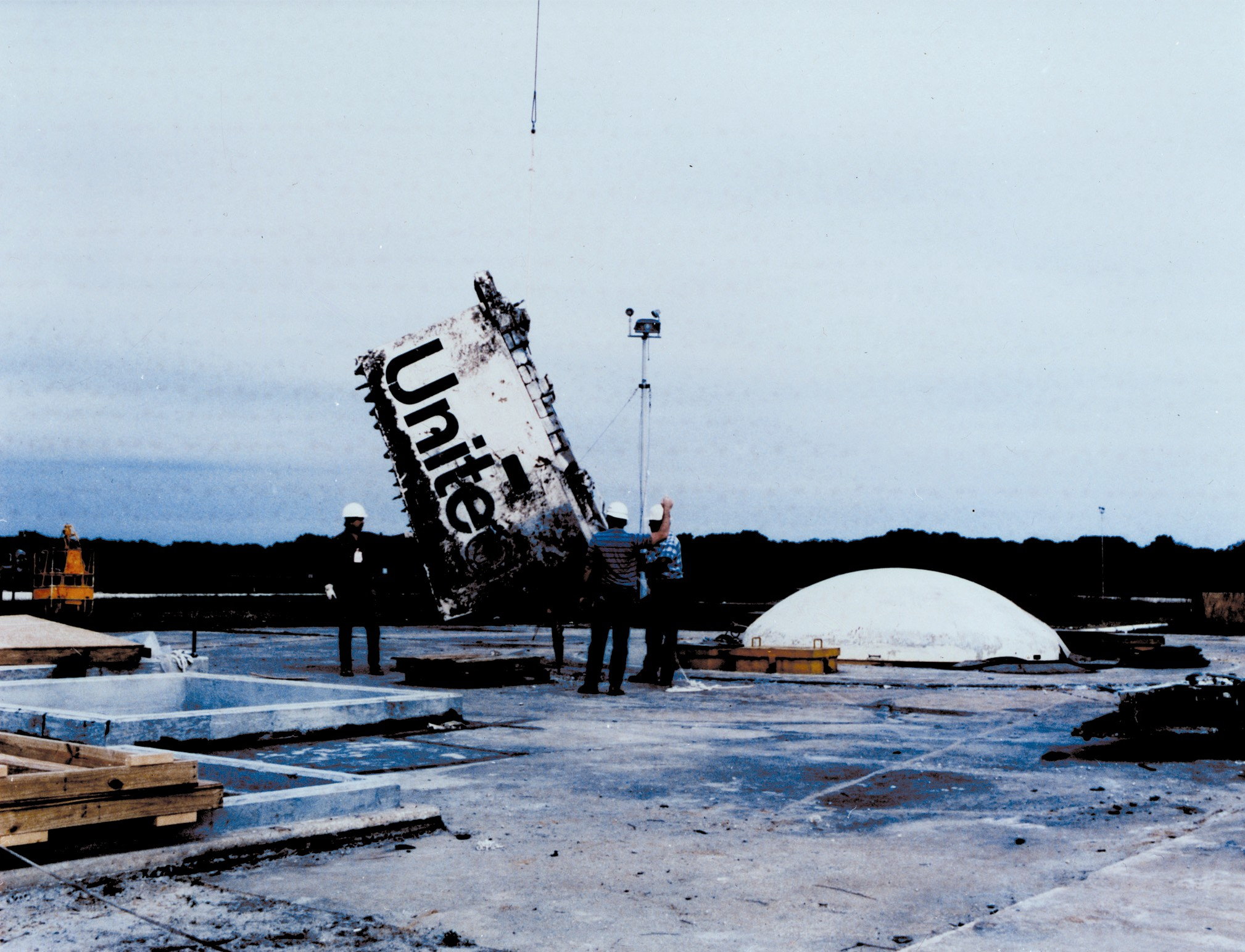
Destroços da Challenger sendo enterrados em silos de mísseis

O Estágio Inercial Superior que seria usado para colocar o satélite TDRS-B em órbita foi um dos primeiros destroços recuperados. Não havia indicações de uma ignição prematura no estágio, algo que inicialmente era uma das suspeitas sobre a causa do acidente. Destroços dos três motores principais foram recuperados entre 14 e 28 de fevereiro, com análises mostrando resultados consistentes com motores funcionais que perderam repentinamente seu suprimento de hidrogênio líquido. As operações submarinas em águas profundas continuaram até 29 de abril, com operações de recuperação menores e em águas mais rasas continuando até 29 de agosto. Dois pedaços do orbitador foram encontrados em Cocoa Beach em 17 de dezembro de 1996. A NASA anunciou em 10 de novembro de 2022 que um pedaço de seis metros do ônibus espacial foi encontrado submerso perto do local dos destroços de uma aeronave da Segunda Guerra Mundial. Esta descoberta foi ao ar no canal History em 22 de novembro. Quase todos os destroços não-orgânicos da Challenger estão enterrados em dois silos de mísseis na Estação da Força Espacial de Cabo Canaveral.
Os restos dos astronautas foram transferidos em 29 de abril de 1986 para um Lockheed C-141 Starlifter e levados do Centro Espacial Kennedy para a Base da Força Aérea de Dover, em Delaware. Os sete caixões foram envoltos em uma bandeira dos Estados Unidos e carregados através de uma guarda de honra com a escolta de um astronauta. Os restos foram transferidos para as famílias em Dover. Scobee e Smith foram enterrados no Cemitério Nacional de Arlington na Virgínia. Onizuka foi enterrado no Cemitério Memorial Nacional do Pacífico em Honolulu, no Havaí. McNair foi inicialmente enterrado Parque Memorial Rest Lawn em Lake City, na Carolina do Sul, e depois transferido para o Parque Memorial Dr. Ronald E. McNair. McAuliffe foi enterrada no Cemitério Calvary em Concord, em Nova Hampshire. Os restos de Jarvis foram cremados e suas cinzas espalhadas pelo Oceano Pacífico. Restos mortais não-identificados foram enterrados em 20 de maio de 1986 no Memorial do Ônibus Espacial Challenger no Cemitério Nacional de Arlington.

## Resposta pública

### Casa Branca
O presidente Ronald Reagan estava programado para realizar o Discurso do Estado da União de 1986 em 28 de janeiro, a tarde do acidente da Challenger. Reagan adiou o discurso depois de discutir a questão com auxiliares, em vez disso fazendo um discurso sobre o acidente na Casa Branca. Reagan e a primeira-dama Nancy Reagan viajaram ao Centro Espacial Johnson em 31 de janeiro para falarem em um serviço memorial em homenagem aos astronautas. Durante a cerimônia, a banda da Força Aérea tocou "God Bless America" enquanto aviões Northrop T-38 Talon voaram diretamente sobre os reunidos na tradicional formação missing man.
Políticos expressaram preocupações se oficiais da Casa Branca, incluindo o chefe de gabinete Donald Regan e o diretor de comunicações Pat Buchanan, pressionaram a NASA para lançar a STS-51-L antes do Estado da União, pois Reagan tinha planejado mencionar o lançamento em seu discurso. A Casa Branca publicou em março uma cópia do discurso original. Neste, Reagan tinha a intenção de mencionar um experimento de raios X que seria lançado na missão e projetado por um convidado que ele planejava chamar para o discurso, mas não comentaria mais nada sobre o lançamento. O Estado da União foi remarcado para 4 de fevereiro, com Reagan mencionando os tripulantes da Challenger e modificando seus comentários sobre o experimento de raios X para "lançado e perdido". A Casa Branca publicou um relatório em abril que concluiu que não houve pressão sobre a NASA para lançar a missão antes do Estado da União.

### Cobertura midiática
A cobertura televisada nacional do lançamento e explosão dentro dos Estados Unidos foi proporcionada ao vivo pela CNN. A NASA, com o objetivo de promover o Programa Professor no Espaço com McAuliffe como uma tripulante, arranjou para que o lançamento fosse assistido por vários estudantes nos Estados Unidos na escola junto com seus professores. O interesse da imprensa no acidente cresceu pelos dias seguintes, com o número de repórteres no Centro Espacial Kennedy crescendo de 535 no dia do lançamento para 1 467 três dias depois. A NASA foi criticada depois do acidente por não ter disponibilizado pessoas chave para a imprensa. Na falta de informações, a imprensa publicou artigos sugerindo que o tanque externo era a causa do acidente. Acreditava-se até 2010 que a transmissão ao vivo da CNN era a única fonte de imagens em vídeo do lançamento e acidente em vista não pertencente à NASA, porém desde então várias outras gravações profissionais e amadoras foram descobertas.

### Caso de estudo
O acidente foi usado como caso de estudo para assuntos como engenharia de segurança, as éticas de denunciantes, comunicações e decisões em grupo e os perigos de pensamento de grupo. McDonald e Boisjoly se tornaram oradores que defendiam decisões responsáveis em ambientes de trabalho e ética na engenharia. O projetista de informação Edward Tufte argumentou que o acidente foi o resultado de comunicações ruins e explicações excessivamente complicadas por parte dos engenheiros, afirmando que mostrar a correlação da temperatura do ar ambiente e quantidade de erosão nas juntas tóricas seria suficiente para comunicar os perigos em potencial de lançamentos em climas frios. Entretanto, Boisjoly contestou esta asserção e afirmou que os dados apresentados por Tufte não eram tão simples ou disponíveis quanto Tufte afirmou.

## Investigações

### Comissão Rogers

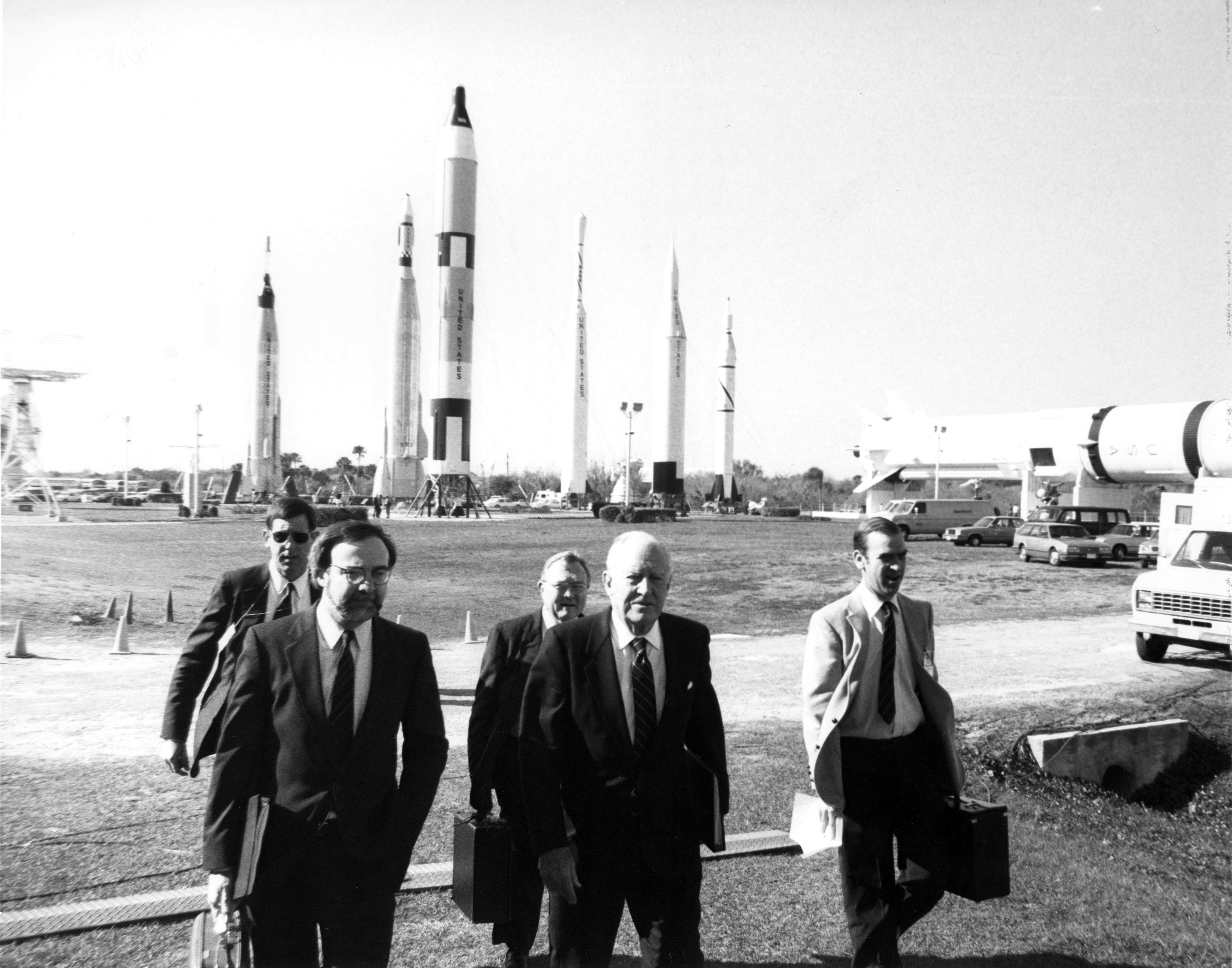
Membros da Comissão Rogers, incluindo Rogers, chegando no Centro Espacial Kennedy em março de 1986

A Comissão Presidencial do Acidente do Ônibus Espacial Challenger, alcunhada Comissão Rogers, foi formada em 6 de fevereiro. Seus membros eram o presidente William P. Rogers, vice-presidente Neil Armstrong, David Acheson, Eugene Covert, Richard Feynman, Robert Hotz, Donald Kutyna, Sally Ride, Robert Rummel, Joseph Sutter, Arthur Walker, Albert Wheelon e Charles Yeager.
A comissão realizou audiências que discutiram o andamento da investigação da NASA sobre o acidente, o estado do Programa Ônibus Espacial e a recomendação da Morton Thiokol de lançar apesar das questões de segurança conhecidas sobre as juntas tóricas. Rogers publicou uma declaração em 15 de fevereiro que alterava o papel da comissão para investigar o acidente independentemente da NASA devido a preocupações de falhas dos processos internos da agência. A comissão criou quatro painéis investigativos para avaliar diferentes aspectos da missão. O Painel de Análise do Acidente presidido por Kutyna usou dados das operações de resgate e testes para determinar as causas exatas do acidente. O Painel de Desenvolvimento e Produção presidido por Sutter investigou contratantes de equipamentos e como elas interagiam com a NASA. O Painel de Atividades Pré-Lançamento presidido pro Acheson se focou nos processos de montagem finais e atividades pré-lançamento realizadas no Centro Espacial Kennedy. E o Painel de Planejamento e Operações de Missão presidido por Ride investigou o planejamento que ocorreu para o desenvolvimento da missão e potenciais preocupações sobre a segurança da tripulação e pressão para se aderir ao cronograma de lançamento. A comissão entrevistou mais de 160 pessoas no decorrer de quatro meses, realizou pelo menos 35 sessões investigativas e envolveu mais de seis mil funcionários da NASA, contratantes e pessoal de apoio. O relatório final foi publicado em 6 de junho de 1986.
A comissão determinou que a causa do acidente era gases quentes passando pelas juntas tóricas na articulação do propulsor de combustível sólido direito, não encontrando outras causas em potencial. Ela atribuiu o acidente a uma falha de projeto da articulação que era inaceitavelmente sensível à mudanças de temperatura, cargas dinâmicas e características de seus materiais. O relatório criticou a NASA e a Morton Thiokol, enfatizando que as duas ignoraram evidências de perigo em potencial nas articulações. A comissão salientou que a NASA aceitou o risco de uma erosão nas juntas tóricas sem avaliar como isto potencialmente afetaria a segurança da missão. Foi concluído que a cultura de segurança e estrutura gerencial da NASA eram insuficientes para relatar, analisar e impedir questões de voo de forma apropriada. A comissão afirmou que a pressão para aumentar o número de voos afetou negativamente a quantidade de treinamento, garantia de qualidade e trabalhos de reparo disponíveis para cada missão.
A comissão publicou uma série de recomendações com o objetivo de melhorar a segurança geral do Programa Ônibus Espacial. Ela propôs um novo projeto das articulações dos propulsores de combustível sólido que impediria que quaisquer gases passassem pelas juntas tóricas. Também recomendou que a gerência do programa fosse reestruturada a fim de impedir que gerentes de projeto fossem pressionados para aderirem a prazos organizacionais inseguros, além de incluir os astronautas nas conversas para que preocupações da tripulação fossem abordadas de forma melhor. Foi proposto que um escritório específico de segurança fosse estabelecido e que se reportasse diretamente ao Administrador da NASA com o objetivo de supervisionar todas as funções de segurança, confiabilidade e garantia de qualidade dos programas da NASA. Ademais, a comissão abordou questões com a segurança geral e manutenção dos orbitadores, recomendando a adição de um meio de escape da tripulação durante um voo planado controlado.
Feynman, durante uma audiência televisionada em 11 de fevereiro, demonstrou a perda de elasticidade da borracha em temperaturas baixas usando um copo de água fria e um pequeno pedaço de borracha. Ele defendeu que o relatório contivesse críticas mais severas contra a NASA e várias vezes entrou em desacordos com Rogers. Feynman chegou a ameaçar remover seu nome do relatório a menos que este incluísse suas observações pessoais sobre confiabilidade, algo que foi publicado como o Apêndice F. Neste, ele elogiou as realizações de engenharia e software do desenvolvimento do programa, mas argumentou que vários componentes, incluindo os aviônicos e os motores principais do ônibus espacial, além dos propulsores, eram muito mais perigosos e propensos a acidentes do que as estimativas originais da NASA indicavam.

### Câmara dos Representantes
O Comitê de Ciência e Tecnologia da Câmara dos Representantes dos Estados Unidos também realizou sua própria investigação sobre o acidente da Challenger e publicou seu relatório final em 29 de outubro de 1986. O comitê, que tinha sido o mesmo a autorizar o financiamento do Programa Ônibus Espacial, avaliou as descobertas da Comissão Rogers como parte de sua investigação. O comitê concordou com a comissão de que uma falha na articulação do propulsor de combustível sólido direito fora a causa do acidente, além de que a NASA e a Morton Thiokol não tinham feito algo apesar dos vários avisos de perigo em potencial dos propulsores. O relatório do comitê enfatizou ainda mais as considerações de segurança de outros componentes e recomendou uma revisão do gerenciamento de risco para todos os sistemas críticos.

## Resposta da NASA

### Equipamentos
A NASA iniciou um novo projeto dos propulsores de combustível sólido, nomeando-o motor de combustível sólido reprojetado, cujo desenvolvimento foi supervisionado por um grupo independente. A nova articulação incluía um elemento de captura na trava ao redor da parede interior da forquilha com o objetivo de impedir uma rotação da articulação. O espaço entre o elemento de captura e a trave foi selado com outra junta tórica. O elemento de captura reduzia uma rotação em potencial da articulação para quinze por cento daquela que ocorreu durante o acidente. Caso uma rotação de articulação ocorresse, qualquer rotação que reduzisse a vedação da junta tórica em um lado da parede da forquilha iria aumentar a vedação do outro lado. Além disso, aquecedores foram instalados a fim de manter temperaturas mais altas e consistentes nas juntas tóricas. Os novos propulsores foram testados em 30 de agosto de 1987. Mais testes ocorreram entre abril e agosto de 1988 com falhas intencionais que permitiam que gases quentes penetrassem na articulação. Estes testes permitiram que os engenheiros avaliassem se a articulação aprimorada impedia rotação. O novo propulsor foi certificado depois dos testes.
A NASA também aumentou os padrões de segurança de outros componentes do ônibus espacial. As listas de itens críticos e modos de falha para os motores principais foram atualizadas, além de dezoito alterações em equipamentos. O impulso máximo dos motores principais foi limitado a 104 por cento, com 109 por cento sendo usado apenas em uma situação de aborto. O trem de pouso foi aprimorado a fim de melhorar suas capacidades de direção e manuseio enquanto o ônibus espacial estivesse pousando. A NASA implementou uma opção de escape em que astronautas iriam descartar a escotilha lateral e estender uma vara para fora do ônibus espacial, deslizando pela vara para evitarem acertar o orbitador e então acionando seus paraquedas. O software do orbitador foi modificado para manter um voo estável enquanto toda a tripulação abandonava os controles para escapar. Este método de escape não teria salvado a tripulação da Challenger, mas foi adicionado mesmo assim para o caso de outra emergência.

### Escritório de segurança
A NASA criou o Escritório de Segurança, Confiabilidade e Garantia de Qualidade, chefiado por um administrador associado que se reportava diretamente ao Administrador da NASA. Greene, o diretor de voo da STS-51-L, tornou-se o chefe da Divisão de Segurança do diretório. Após o acidente do ônibus espacial Columbia em 2003, o Conselho de Investigação do Acidente do Columbia concluiu que a NASA não tinha estabelecido propriamente um escritório independente para supervisão de segurança. O conselho concluiu que a cultura de segurança ineficaz que tinha resultado no acidente da Challenger também era responsável pelo acidente do Columbia.

### Professor no Espaço
O Programa Professor no Espaço, pelo qual McAuliffe tinha sido selecionada para voar, foi cancelado em 1990 como uma das consequências do acidente da Challenger. A NASA substituiu o programa em 1998 com o Projeto Educador Astronauta, que diferia de seu predecessor ao exigir que os professores se tornassem astronautas profissionais treinados como especialistas de missão, em vez de especialistas de carga de curta duração que voltariam para suas salas de aula ao final de seu voo espacial. Barbara Morgan, professora que tinha sido escolhida como a reserva de McAuliffe, foi depois selecionada como parte do Grupo 17 de Astronautas da NASA em 1998 e voou na STS-118.

### Retorno ao espaço
O Programa Ônibus Espacial originalmente almejava realizar 24 lançamentos por ano, um cronograma criticado pela Comissão Rogers como irrealista e que criou uma pressão sobre a NASA para lançar mais missões. Reagan aprovou em agosto de 1986 a construção de um novo orbitador para substituir a Challenger, que depois foi nomeado como Endeavour. A construção começou em 1987 e foi finalizada em 1990, voando pela primeira em maio de 1992 na STS-49. O presidente também anunciou que o programa não levaria mais satélites comerciais, com estes em vez disso usando sistemas de lançamento descartáveis comerciais. Estas cargas foram tiradas do ônibus espacial com o objetivo de terminar a dependência em um único sistema de lançamento e limitar a pressão sobre a NASA para lançar missões tripuladas a fim de satisfazer seus clientes.
A frota do ônibus espacial ficou aterrada por dois anos e oito meses enquanto o programa passava por investigação e reestruturação. O Discovery foi lançado em 29 de setembro de 1988 na STS-26 com cinco astronautas veteranos. Sua carga era o satélite de comunicação TDRS-3, um substituto do TDRS-B perdido com a Challenger. O lançamento testou o novo projeto dos propulsores e a tripulação usou trajes pressurizados no lançamento e reentrada. A missão foi um sucesso e o programa foi retomado.

## Homenagens

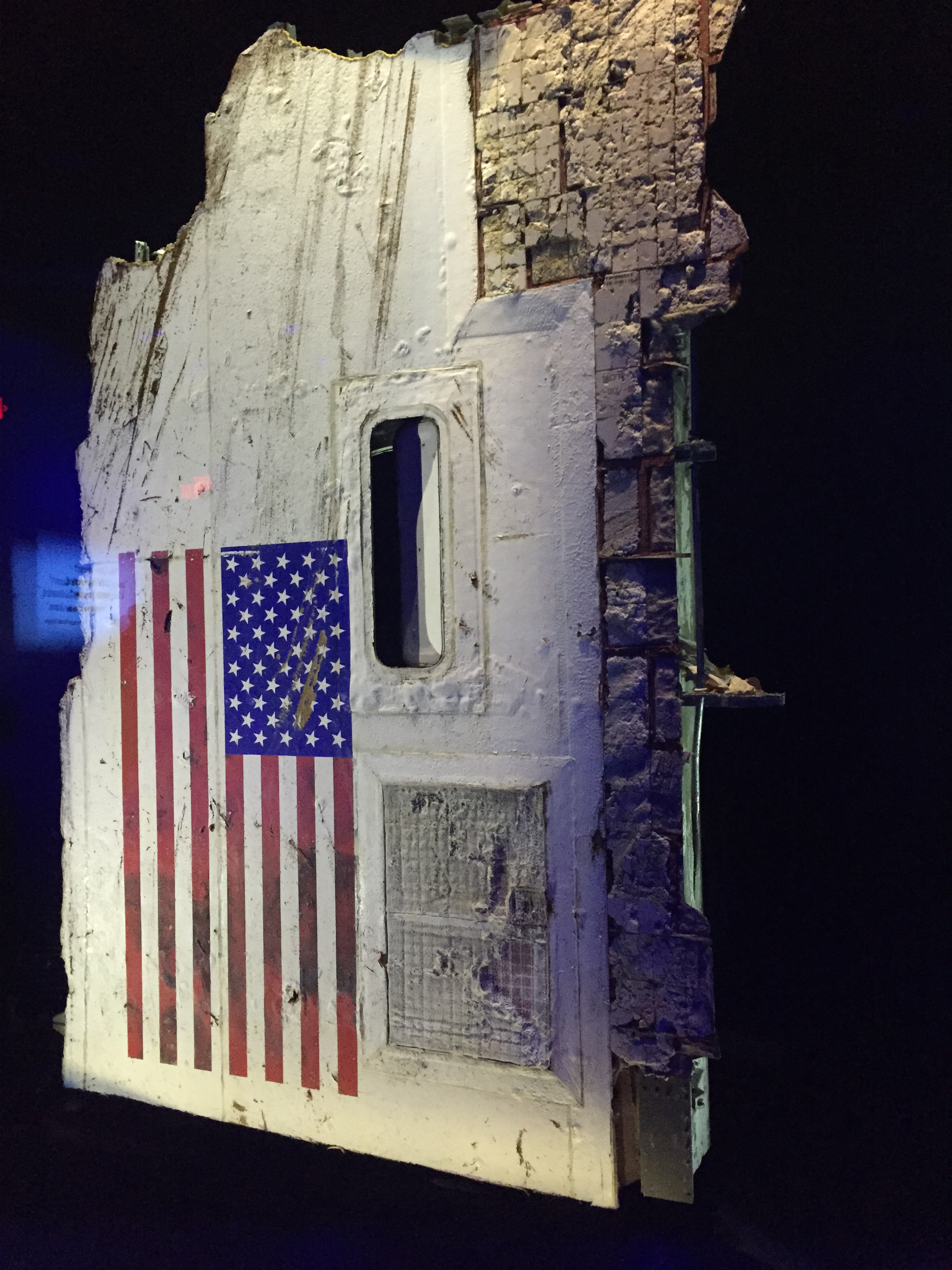
Fragmento da fuselagem da Challenger em exibição no Centro Espacial Kennedy

O presidente George W. Bush concedeu postumamente em 2004 a Medalha de Honra Espacial do Congresso aos catorze astronautas mortos nos acidentes da Challenger e Columbia. Um oval decorativo representando a tripulação da STS-51-L foi pintado em 1987 por Charles Schmidt nos Corredores Brumidi do Capitólio dos Estados Unidos. A imagem foi pintada primeiro em uma tela e depois aplicada na parede. Uma exibição chamada "Sempre Lembrados" no Complexo de Visitantes do Centro Espacial Kennedy foi aberta em julho de 2015 e inclui a exibição de um pedaço de 3,7 metros da fuselagem da Challenger. A exibição foi inaugurada por Charles Bolden, o então Administrador da NASA, junto com familiares dos tripulantes. Uma árvore foi plantada em homenagem a cada astronauta no Arvoredo Memorial dos Astronautas da NASA no Centro Espacial Johnson em 2019, junto com árvores homenageando também os astronautas da Columbia e Apollo 1. Sete asteróides foram nomeados em homenagem aos tripulantes: 3350 Scobee, 3351 Smith, 3352 McAuliffe, 3353 Jarvis, 3354 McNair, 3355 Onizuka e 3356 Resnik. As citações de nomeação foram publicadas em 26 de março de 1986 pelo Centro de Planetas Menores. Sete crateras no lado oculto da Lua dentro da bacia Apollo foram nomeadas em 1988 pela União Astronômica Internacional em homenagem aos tripulantes da STS-51-L. A União Soviética nomeou duas crateras em Vênus em homenagem a McAuliffe e Resnik.
Vários memoriais foram estabelecidos em homenagem ao acidente e seus sete tripulantes. O Parque Peers em Palo Alto, na Califórnia, possui um Arvoredo Memorial Challenger que inclui sequoias que cresceram de sementes que a Challenger tinha levado ao espaço na STS-51-F em 1985. Escolas e ruas foram nomeadas em homenagem aos tripulantes da STS-51-L. Uma miniatura da Challenger em posição de lançamento foi erguida em 1990 no distrito de Little Tokyo em Los Angeles, na Califórnia. Ponto Challenger e um pico de montanha na Cordilheira Sangre de Cristo no Colorado. O Centro de Descoberta McAuliffe-Shepard, um museu e planetário em Concord, em Nova Hampshire, foi nomeado em homenagem a McAuliffe, que dava aula na escola pública da cidade, e o astronauta Alan Shepard, natural do estado e primeiro norte-americano no espaço. Familiares dos tripulantes estabeleceram o Centro Challenger para Educação de Ciências Espaciais como uma organização sem fins lucrativos.
Uma bandeira dos Estados Unidos foi levada a bordo da Challenger patrocinada pela Tropa 514 dos Escoteiros oriundos da cidade de Monument, no Colorado, e foi recuperada intacta ainda selada dentro de um pacote de plástico. Onizuka tinha incluído uma bola de futebol entre seus itens pessoais que foi recuperada e depois foi levada ao espaço até a Estação Espacial Internacional em 2016 pelo astronauta Robert Kimbrough, estando hoje em exibição na Escola Clear Lake em Houston, no Texas, onde os filhos de Onizuka estudaram. O filme Star Trek IV: The Voyage Home foi lançado em 1986 e dedicado aos astronautas da Challenger, com uma mensagem no início dizendo que "O elenco e equipe de Star Trek desejam dedicar este filme aos homens e mulheres da espaçonave Challenger, cujo espírito corajoso viverá ao século XXIII e além..."

## Mídia

### Livros
Vários livros foram publicados nos anos imediatos após o acidente descrevendo os fatores e causas do acidente e posteriores investigação e mudanças. Malcolm McConnell, um jornalista e testemunha do acidente, publicou Challenger–A Major Malfunction: A True Story of Politics, Greed, and the Wrong Stuff em 1987. Este livro foi criticado por defender uma suposta conspiração envolvendo a concessão do contrato dos propulsores à Morton Thiokol por James Fletcher, o Administrador da NASA, porque a empresa era de Utah, seu estado natal. Prescription for Disaster: From the Glory of Apollo to the Betrayal of the Shuttle de Joseph Trento também foi publicado em 1987, argumentando que o ônibus espacial era um programa cheio de falhas e politizado desde o início. Feynman publicou suas memórias "What Do You Care What Other People Think?": Further Adventures of a Curious Character em 1988, com a segunda metade do livro discutindo seu envolvimento na Comissão Rogers e seu relacionamento com Kutyna.
Livros continuaram a ser publicados anos depois. The Challenger Launch Decision: Risky Technology, Culture, and Deviance at NASA de Diane Vaughan de 1996 argumentou que a estrutura e missão da NASA, não a gerência do Programa Ônibus Espacial, criaram o clima de aceitação de risco que resultou no acidente. No mesmo ano Claus Jensen publicou No Downlink: A Dramatic Narrative About the Challenger Accident and Our Time, que discute principalmente o desenvolvimento de foguetes antes do acidente, tendo sido criticado por se basear em fontes secundárias com pouquíssima pesquisa original realizada. McDonald publicou suas memórias em 2009 em parceria com o autor James R. Hansen, chamado Truth, Lies, and O-Rings: Inside the Space Shuttle Challenger Disaster, focando em seu envolvimento pessoal com o lançamento, acidente, investigação e retorno ao espaço, criticando a liderança da NASA e da Morton Thiokol por concordarem com o lançamento apesar dos avisos sobre as juntas tóricas.

### Audiovisual
O telefilme Challenger foi transmitido em 25 de fevereiro de 1990. Era estrelado por Barry Bostwick como Scobee e Karen Allen como McAuliffe. O filme criticava a NASA e apresentava uma visão positiva dos engenheiros que argumentaram contra o lançamento. As viúvas de Smith, Onizuka e McNair criticaram o filme como uma representação imprecisa dos eventos. Um docudrama da BBC chamado The Challenger foi transmitido em 18 de março de 2013. Era estrelado por William Hurt como Feynman e retratava a investigação da Comissão Rogers sobre o acidente. O filme The Challenger Disaster foi lançado em 25 de janeiro de 2019 e mostra personagens ficcionais participando no processo de decisão que levou ao lançamento. A série documental em quatro partes Challenger: The Final Flight foi lançada pela Netflix em 16 de setembro de 2020, incluindo entrevistas com pessoal da NASA e Morton Thiokol envolvidos na decisão de lançar a missão, argumentando que o acidente era algo evitável.

### Citações
1. ↑   Rogers et al. 1986, p. 195
2. ↑   Jenkins 2016, p. 24
3. ↑   Jenkins 2016, pp. 66, 68, 118, 148
4. ↑   Jenkins 2007, p. 363
5. ↑   Jenkins 2016, p. 1
6. ↑   Rogers et al. 1986, p. 5
7. ↑   Jenkins 2016, p. 455
8. ↑   Jenkins 2016, p. 5
9. ↑   Jenkins 2007, p. 170
10. ↑   Jenkins 2007, p. 79
11. 1 2   Jenkins 2007, p. 222
12. ↑   Jenkins 2007, pp. 222, 226
13. ↑   Jenkins 2007, p. 238
14. ↑   McDonald & Hansen 2009, pp. 9–10
15. ↑   Jenkins 2007, p. 289
16. ↑   Jenkins 2007, p. 292
17. ↑   Rogers et al. 1986, p. 48
18. ↑   McDonald & Hansen 2009, p. 24
19. ↑   Heppenheimer 1999, p. 420
20. 1 2   Rogers et al. 1986, p. 126
21. ↑   Rogers et al. 1986, pp. 122–123
22. ↑   «The history of the flawed joint». IEEE Spectrum. 24 (2): 39–44. 1987. doi:10.1109/MSPEC.1987.6448025
23. ↑   Rogers et al. 1986, pp. 123–124
24. ↑   Rogers et al. 1986, pp. 124–125
25. ↑   Rogers et al. 1986, pp. 125–127
26. ↑   McDonald & Hansen 2009, p. 66
27. ↑   Rogers et al. 1986, p. 130
28. ↑   McDonald & Hansen 2009, pp. 39–42
29. ↑   McDonald & Hansen 2009, p. 47
30. ↑   Rogers et al. 1986, p. 131
31. ↑   McDonald & Hansen 2009, pp. 50–52, 63
32. ↑   McDonald & Hansen 2009, pp. 67−69
33. ↑   McDonald & Hansen 2009, p. 62
34. ↑   Rogers et al. 1986, p. 6
35. 1 2   Rogers et al. 1986, pp. 10–13
36. 1 2   Jenkins 2016, p. 76
37. ↑   «NASA - STS-51L Mission Profile». NASA. 5 de dezembro de 2005. Consultado em 1 de julho de 2023
38. ↑   Rogers et al. 1986, p. 10
39. ↑   Broad, William J. (28 de janeiro de 1986). «24-Hour Delay Called for Shuttle Flight As Wind And Balky Bolt Bar Launching». The New York Times. p. 3
40. ↑   McDonald & Hansen 2009, pp. 47, 101
41. ↑   McDonald & Hansen 2009, p. 96
42. ↑   McDonald & Hansen 2009, pp. 101–103
43. ↑   McDonald & Hansen 2009, pp. 97–99
44. 1 2   Berkes, Howard (6 de fevereiro de 2012). «Remembering Roger Boisjoly: He Tried To Stop Shuttle Challenger Launch». All Things Considered. NPR. Consultado em 1 de julho de 2023
45. ↑   McDonald & Hansen 2009, pp. 105–106
46. ↑   Rogers et al. 1986, pp. 107–108
47. ↑   Rogers et al. 1986, pp. 97, 109
48. ↑   McDonald & Hansen 2009, p. 3
49. ↑   Rogers et al. 1986, p. 99
50. ↑   McDonald & Hansen 2009, p. 116
51. ↑   Rogers et al. 1986, p. 111
52. ↑   Rogers et al. 1986, p. 118
53. ↑   Rogers et al. 1986, pp. 115–118
54. 1 2   Rogers et al. 1986, p. 17
55. ↑   Rogers et al. 1986, p. 19
56. ↑   Jenkins 2016, p. 93
57. ↑   McDonald & Hansen 2009, p. 136
58. 1 2   McDonald & Hansen 2009, p. 142
59. ↑   Jenkins 2016, pp. 8–9
60. 1 2 3 4 5 6   Harwood, William (2015). «STS-51L». CBS News. Consultado em 2 de julho de 2023
61. ↑   Rogers et al. 1986, p. 20
62. ↑   Rogers et al. 1986, p. 21
63. ↑   Rogers et al. 1986, p. 30
64. ↑   McDonald & Hansen 2009, p. 122
65. 1 2 3   Barbree, Jay (janeiro de 1997). «Chapter 5: An eternity of descent». NBC News. Consultado em 2 de julho de 2023
66. 1 2 3 4 5   Kerwin, Joseph (28 de julho de 1986). «Joseph P. Kerwin to Richard H. Truly». NASA. Consultado em 2 de julho de 2023
67. ↑   Mullane 2006, p. 246
68. ↑   Mullane 2006, pp. 245–247
69. ↑   Mullane 2006, p. 245
70. 1 2   Rogers et al. 1986, p. 181
71. ↑   Jenkins 2016, p. 7
72. 1 2   Rogers et al. 1986, p. 200
73. 1 2 3   O'Connor, Jr., Edward A. (6 de junho de 1986). «Volume 3, Appendix O: NASA Search, Recovery and Reconstruction Task Force Team Report». Report of the Presidential Commission on the Space Shuttle Challenger Accident. Consultado em 4 de julho de 2023
74. ↑   Departamento da Marinha 1988, p. 5
75. ↑   Departamento da Marinha 1988, p. 16
76. ↑   Departamento da Marinha 1988, pp. 4–5
77. ↑   Departamento da Marinha 1988, p. 24
78. ↑   Departamento da Marinha 1988, p. 32
79. ↑   Departamento da Marinha 1988, pp. 37, 42
80. ↑   Departamento da Marinha 1988, p. 42
81. ↑   Departamento da Marinha 1988, p. 44
82. 1 2 3 4   Departamento da Marinha 1988, p. 51
83. 1 2   Isikoff, Michael (10 de março de 1986). «Remains of Crew Of Shuttle Found». The Washington Post. Consultado em 5 de julho de 2023
84. ↑   Schmidt, William E. (20 de abril de 1986). «All Shuttle Crew Remains Recovered, NASA Says». The New York Times. p. 32
85. ↑   «Shuttle Crew Said to Have Survived Blast». The Washington Post. 12 de novembro de 1988. Consultado em 5 de julho de 2023
86. ↑   Rogers et at. 1986, p. 50
87. ↑   Departamento da Marinha 1988, p. 53
88. ↑   «Shuttle Challenger debris washes up on shore». CNN. 17 de dezembro de 1996. Consultado em 5 de julho de 2023
89. ↑   Bardan, Roxana (10 de novembro de 2022). «NASA Views Images, Confirms Discovery of Shuttle Challenger Artifact». NASA. Consultado em 5 de julho de 2023
90. ↑   «Artifact from Space Shuttle Challenger found on ocean floor, NASA confirms». Houston Chronicle. 11 de novembro de 2022. Consultado em 5 de julho de 2023
91. ↑   Peralman, Robert Z. (29 de junho de 2019). «NASA Exhibits Space Shuttles Challenger, Columbia Debris for First Time». Space.com. Consultado em 5 de julho de 2023
92. ↑   Schmidt, William E. (30 de abril de 1986). «Bodies of Astronauts Flown to Delaware». The New York Times. p. 7
93. 1 2   «Space Shuttle Challenger Memorial». Cemitério Nacional de Arlington. Consultado em 5 de julho de 2023
94. ↑   «Ellison Shoji Onizuka». Memorial de Legado dos Veteranos. Consultado em 5 de julho de 2023
95. ↑   Clendinen, Dudley (18 de maio de 1986). «Astronaut Buried in Caroline; 35-Year 'Mission' is Complete"». The New York Times. p. 40
96. ↑   «Ronald E. McNair Memorial Park». South Carolina Picture Project. Consultado em 5 de julho de 2023
97. ↑   «McAuliffe's Grave on a Hillside Overlooks City Where She Taught». Los Angeles Times. 2 de maio de 1986. Consultado em 5 de julho de 2023
98. ↑   «Looking back: Greg Jarvis' dream remembered». Daily Breeze. 28 de janeiro de 2011. Consultado em 5 de julho de 2023
99. ↑   «Address to the Nation on the Explosion of the Space Shuttle Challenger». Biblioteca Presidencial Ronald Reagan. Consultado em 5 de julho de 2023
100. ↑   Lucas & Medhurst 2008, p. 611
101. ↑   Weintraub, Bernard (1 de fevereiro de 1986). «Reagan Pays Tribute to 'Our 7 Challenger Heroes'». The New York Times. p. A1
102. 1 2   Boyd, Gerald M. (4 de abril de 1986). «White House Finds no Pressure to Launch». The New York Times. p. 18
103. 1 2   Hunt, Terrence (13 de março de 1986). «NASA Suggested Reagan Hail Challenger Mission In State of Union». Associated Press. Consultado em 5 de julho de 2023. Arquivado do original em 30 de agosto de 2021
104. ↑   Logsdon 2018, p. 283
105. ↑   «Address Before a Joint Session of Congress on the State of the Union - 1986». Biblioteca Presidencial Ronald Reagan. Consultado em 5 de julho de 2023
106. 1 2   Escobedo, Tricia (31 de março de 2016). «When a national disaster unfolded live in 1986». CNN. Consultado em 6 de julho de 2023
107. ↑   Wright, John C.; Kunkel, Dale; Pinon, Marites; Huston, Aletha C. (1989). «How Children Reacted to Televised Coverage of the Space Shuttle Disaster». International Communication Association. Journal of Communication. 39 (2): 27. doi:10.1111/j.1460-2466.1989.tb01027.x
108. 1 2   Harwood, William (1986). «Voyage Into History Chapter Six: The Reaction». CBS News. Consultado em 5 de julho de 2023. Arquivado do original em 4 de maio de 2006
109. ↑   Reinhold, Robert (29 de janeiro de 1986). «At Mission Control, Silence and Grief Fill a Day Of Horror Long Dreaded». The New York Times. p. A8
110. ↑   Browne, Malcolm W. (29 de janeiro de 1986). «How could it happen? Fuel Tank Leak Feared». The New York Times. p. A1
111. ↑   Stenovec, Timothy (28 de janeiro de 2014). «Challenger Disaster Home Video Surfaces After 28 Years (EXCLUSIVE)». The Huffington Post. Consultado em 6 de julho de 2023
112. ↑   Stenovec, Timothy (1 de maio de 2012). «New Challenger Video: Rare Footage Of 1986 Disaster Uncovered (EXCLUSIVE VIDEO)». The Huffington Post. Consultado em 6 de julho de 2023
113. ↑   Luscombe, Richard (4 de fevereiro de 2010). «Challenger space shuttle disaster amateur video discovered». The Guardian. Consultado em 6 de julho de 2023
114. ↑   Boisjoly, Russell P.; Curtis, Ellen Foster; Mellican, Eugene (abril de 1989). «Roger Boisjoly and the Challenger Disaster: The Ethical Dimensions». Sprigner. Journal of Business Ethics. 8 (4): 217–230. JSTOR 25071892. doi:10.1007/BF00383335
115. ↑   Berkes, Howard (7 de março de 2021). «Remembering Allan McDonald: He Refused To Approve Challenger Launch, Exposed Cover-Up». All Things Considered. NPR. Consultado em 7 de julho de 2023
116. ↑   Robison, Wade; Boisjoly, Roger; Hoeker, David; Young, Stefan (2002). «Representation and Misrepresentation: Tufte and the Morton Thiokol Engineers on the Challenger». Science and Engineering Ethics. 8 (1): 59–81. PMID 11840958. doi:10.1007/s11948-002-0033-2
117. ↑   Rogers et al. 1986, p. 206
118. 1 2   Rogers et al. 1986, pp. iii–iv
119. ↑   Rogers et al. 1986, pp. 206−208
120. ↑   Rogers et al. 1986, p. 71
121. ↑   Rogers et al. 1986, p. 73
122. ↑   Rogers et al. 1986, p. 149
123. ↑   Rogers et al. 1986, p. 162
124. ↑   Rogers et al. 1986, p. 177
125. ↑   Rogers et al. 1986, pp. 198–200
126. ↑   Boffrey, Philip M. (7 de junho de 1986). «Amid Disputes, Shuttle Panel Finally Forged an Agreement». The New York Times. p. 1
127. 1 2   Feynman, Richard (6 de junho de 1986). «Volume 2: Appendix F - Personal Observations on Reliability of Shuttle». Report of the Presidential Commission on the Space Shuttle Challenger Accident. Consultado em 8 de julho de 2023
128. ↑   Fenyman, Richard (fevereiro de 1988). «An Outsider's Inside View of the Challenger Inquiry» (PDF). Physics Today: 26–37
129. ↑   Comitê de Ciência e Tecnologia 1986, p. i
130. ↑   Comitê de Ciência e Tecnologia 1986, pp. 2–5
131. ↑   Rogers et al. 1986, p. 198
132. 1 2   Jenkins 2016, p. 101
133. ↑   «Report to the President: Actions to Implement the Recommendations of the Presidential Commission on the Space Shuttle Challenger Accident» (PDF). NASA. 14 de julho de 1986. Consultado em 8 de julho de 2023
134. ↑   McDonald & Hansen 2009, pp. 429–430
135. ↑   Jenkins 2016, p. 172
136. ↑   Jenkins 2016, p. 104
137. ↑   Jenkins 2016, p. 103
138. ↑   Jenkins 2016, p. 102
139. ↑   «NASA's Actions to Implement the Rogers Commission Recommendations after the Challenger Accident». NASA. 18 de julho de 2000. Consultado em 9 de julho de 2023. Arquivado do original em 5 de março de 2021
140. ↑   «Jay H. Greene» (PDF). NASA Johnson Space Center Oral History Project. Centro Espacial Lyndon B. Johnson. 12 de julho de 2004. Consultado em 9 de julho de 2023
141. ↑   Gehman et al. 2003, p. 178
142. ↑   Gehman et al. 2003, p. 195
143. ↑   Jenkins 2016, p. 116
144. ↑   Rogers et al. 1986, p. 165
145. ↑   Ryba, Jeanne (12 de abril de 2013). «Space Shuttle Overview: Endeavour (OV-105)». Centro Espacial John F. Kennedy. Consultado em 9 de julho de 2023
146. ↑   Abramson, Rudy (12 de agosto de 1986). «Reagan Orders Shuttle, Limits NASA Mission». Los Angeles Times. Consultado em 9 de julho de 2023
147. ↑   Wilford, John Noble (25 de maio de 1986). «Reagan is reported near decision to approve a new Space Shuttle». The New York Times. p. 1
148. ↑   Logsdon, John A. (1998). «Return to Flight: Richard H. Truly and the Recovery from the Challenger Accident». In:  Mack, Pamela E. From Engineering Science to Big Science: The NACA and NASA Collier Trophy Research Project Winners. Col: NASA History Series. Washington: NASA History Office
149. ↑   Mars, Kelli (28 de setembro de 2018). «30 Years Ago: STS-26 Returns Shuttle to Flight». NASA. Consultado em 9 de julho de 2023
150. ↑   «Congressional Space Medal of Honor». NASA. Consultado em 10 de julho de 2023
151. ↑   «Brumidi Corridors Murals». Arquiteto do Capitólio. Consultado em 10 de julho de 2023
152. ↑   Jenkins 2016, p. 97
153. ↑   Mikati, Massarah (17 de maio de 2019). «Memorial Grove at Johnson Space Center offers tribute to late astronauts». Houston Chronicle. Consultado em 10 de julho de 2023
154. ↑   «Minor Planet Circulars/Minor Planets and Comets» (PDF). Centro de Planetas Menores, Observatório Astrofísico Smithsoniano. 26 de março de 1986. pp. MPC 10457–10586. Consultado em 10 de julho de 2023
155. ↑   Byrne 2014
156. ↑   Schmemann, Serge (2 de fevereiro de 1986). «Soviet Union to name 2 Venus craters for Shuttle's women». The New York Times. p. 16
157. ↑   «Peers Park». Palo Alto. Consultado em 10 de julho de 2023
158. ↑   Levine, Jay (28 de julho de 2016). «Challenger Crew Recognized With Monument». NASA. Consultado em 10 de julho de 2023
159. ↑   McCarthy, Kathy (28 de abril de 1986). «Challenger Astronaut Remembered in Hometown». Associated Press. Consultado em 10 de julho de 2023. Arquivado do original em 7 de novembro de 2022
160. ↑   Dodson, Andrew (28 de janeiro de 2016). «School named after astronaut Christa McAuliffe remembers Challenger explosion». MLive. Consultado em 10 de julho de 2023
161. ↑   «Space Shuttle Challenger Monument (Los Angeles, California)». Astronaut Ellison S. Onizuka Memorial. Consultado em 10 de julho de 2023
162. ↑   «Challenger Point». Geographic Names Information System. Serviço Geológico dos Estados Unidos. Consultado em 10 de julho de 2023
163. ↑   «Our Mission». Centro de Descoberta McAuliffe-Shepard. Consultado em 10 de julho de 2023
164. ↑   «About Us». Centro Challenger para Educação de Ciências Espaciais. Consultado em 10 de julho de 2023
165. ↑   Garmon, Jay (24 de janeiro de 2006). «Geek Trivia: Rising from the ashes». Tech Republic. Consultado em 10 de julho de 2023. Arquivado do original em 12 de julho de 2021
166. ↑   Malinowski, Tonya (29 de junho de 2018). «NASA astronaut Ellison Onizuka's soccer ball that survived the Challenger explosion». ESPN. Consultado em 10 de julho de 2023
167. ↑   «Star Trek IV The Voyage Home (1986)». Musings From Us. 25 de janeiro de 2011. Consultado em 10 de julho de 2023. Arquivado do original em 2 de fevereiro de 2022
168. ↑   McDonald & Hansen 2009, p. 588
169. ↑   Tomayko, James E. (junho de 1987). «Challenger: A Major Malfunction». Air Force Historical Foundation. Aerospace Historian. 34 (2): 139. JSTOR 44524264
170. ↑   McDonald & Hansen 2009, pp. 588–589
171. ↑   Hallion, Richard P. (junho de 1987). «Prescription for Disaster: From the Flory of Apollo to the Betrayal of the Shuttle». Air Force Historical Foundation. 35 (2): 151. JSTOR 44525431
172. ↑   McDonald & Hansen 2009, p. 594
173. ↑   Shair, Frederick H. (junho de 1989). «What Do You Care What Other People Think? Further Adventures of a Curious Character». Sigma Xi. American Scientist. 77 (3): 267–268. JSTOR 27855729
174. ↑   McDonald & Hansen 2009, pp. 591–592
175. ↑   Weick, Karl E. (junho de 1997). «The Challenger Launch Decision: Risky Technology, Culture, and Deviance at NASA». Sage Publications. Administrative Science Quarterly. 42 (2): 395–401. JSTOR 2393925. doi:10.2307/2393925
176. ↑   McDonald & Hansen 2009, p. 592
177. ↑   Roland, Alex (28 de janeiro de 1986). «Large Craft Warnings». The New York Times
178. ↑   Atkinson, Joe (5 de outubro de 2012). «Engineer Who Opposed Challenger Launch Offers Personal Look at Tragedy». Centro de Pesquisa Langley. Consultado em 11 de julho de 2023
179. ↑   Pomeroy, Steven (outubro de 2010). «Truth, Lies, and O-Rings: Inside the Space Shuttle Challenger Disaster». The Johns Hopkins University Press. Technology and Culture. 51 (4): 1038–1040. JSTOR 40928051. doi:10.1353/tech.2010.0077
180. ↑   Rubinson, Paul (2010). «Truth, Lies, and O-rings: Inside the Space Shuttle Challenger Disaster». Florida Historical Society. The Florida Historical Quarterly. 88 (4): 574–577. JSTOR 29765138
181. ↑   O'Connor, John J. (25 de fevereiro de 1990). «To View; Arrogance in the Name of Liftoff?». The New York Times
182. ↑   Zurawik, David (25 de fevereiro de 1990). «Turning Tragedy into Entertainment, 'Challenger' Invades Survivors' Private Grief». Tulsa World. Consultado em 11 de julho de 2023
183. ↑   «The Challenger». BBC Two. Consultado em 11 de julho de 2023
184. ↑   Baldoni, John (28 de janeiro de 2019). «The Challenger Disaster: A Dramatic Lesson In The Failure To Communicate». Forbes. Consultado em 11 de julho de 2023
185. ↑   Chaney, Jen (16 de setembro de 2020). «Challenger: The Final Flight Unpacks a Moment of American Hope and Heartbreak». Vulture. Consultado em 11 de julho de 2023